# Billie Eilish/Diskografie
Diese Diskografie ist eine Übersicht über die musikalischen Werke der US-amerikanischen Musikerin Billie Eilish. Den Quellenangaben und Schallplattenauszeichnungen zufolge hat sie bisher mehr als 190,1 Millionen Tonträger verkauft, davon alleine in ihrer Heimat über 76,4 Millionen. In Deutschland verkaufte sie laut Schallplattenauszeichnungen über 5,3 Millionen Tonträger, damit zählt sie zu den Musikern mit den meisten Tonträgerverkäufen des Landes. Ihre erfolgreichste Veröffentlichung ist die Single Bad Guy mit mehr als 23,1 Millionen verkauften Einheiten. Diese verkaufte sich alleine in Deutschland über eine Million Mal, womit sie zu den meistverkauften Singles des Landes der 2020er-Jahre zählt.

## Alben

### Studioalben
| Jahr | Titel Musiklabel                                                             | Höchstplatzierung, Gesamtwochen, AuszeichnungChartplatzierungen (Jahr, Titel, Musiklabel, Platzierungen, Wochen, Auszeichnungen, Anmerkungen) | Höchstplatzierung, Gesamtwochen, AuszeichnungChartplatzierungen (Jahr, Titel, Musiklabel, Platzierungen, Wochen, Auszeichnungen, Anmerkungen) | Höchstplatzierung, Gesamtwochen, AuszeichnungChartplatzierungen (Jahr, Titel, Musiklabel, Platzierungen, Wochen, Auszeichnungen, Anmerkungen) | Höchstplatzierung, Gesamtwochen, AuszeichnungChartplatzierungen (Jahr, Titel, Musiklabel, Platzierungen, Wochen, Auszeichnungen, Anmerkungen) | Höchstplatzierung, Gesamtwochen, AuszeichnungChartplatzierungen (Jahr, Titel, Musiklabel, Platzierungen, Wochen, Auszeichnungen, Anmerkungen) | Anmerkungen                                               |
| Jahr | Titel Musiklabel                                                             | DE | AT | CH | UK | US | Anmerkungen                                               |
| ---- | ---------------------------------------------------------------------------- | --- | --- | --- | --- | --- | --------------------------------------------------------- |
| 2019 | When We All Fall Asleep, Where Do We Go? Darkroom • Interscope Records (UMG) | DE3 ×3Dreifachgold · (… Wo.)DE | AT1 ×4Vierfachplatin · (… Wo.)AT | CH1 ×2Doppelplatin · (… Wo.)CH | UK1 ×3Dreifachplatin · (218 Wo.)UK | US1 ×4Vierfachplatin · (… Wo.)US | Erstveröffentlichung: 29. März 2019 Verkäufe: + 8.654.500 |
| 2021 | Happier Than Ever Darkroom • Interscope Records (UMG)                        | DE1 Gold · (113 Wo.)DE | AT1 Platin · (129 Wo.)AT | CH1 (104 Wo.)CH | UK1 Platin · (107 Wo.)UK | US1 (162 Wo.)US | Erstveröffentlichung: 30. Juli 2021 Verkäufe: + 1.789.000 |
| 2024 | Hit Me Hard and Soft Darkroom • Interscope Records (UMG)                     | DE1 Platin · (… Wo.)DE | AT1 Platin · (… Wo.)AT | CH1 Gold · (… Wo.)CH | UK1 Platin · (… Wo.)UK | US2 ×2Doppelplatin · (… Wo.)US | Erstveröffentlichung: 17. Mai 2024 Verkäufe: + 3.614.000  |

### Livealben
| Jahr | Titel Musiklabel                                  | Höchstplatzierung, Gesamtwochen, AuszeichnungChartplatzierungen (Jahr, Titel, Musiklabel, Platzierungen, Wochen, Auszeichnungen, Anmerkungen) | Höchstplatzierung, Gesamtwochen, AuszeichnungChartplatzierungen (Jahr, Titel, Musiklabel, Platzierungen, Wochen, Auszeichnungen, Anmerkungen) | Höchstplatzierung, Gesamtwochen, AuszeichnungChartplatzierungen (Jahr, Titel, Musiklabel, Platzierungen, Wochen, Auszeichnungen, Anmerkungen) | Höchstplatzierung, Gesamtwochen, AuszeichnungChartplatzierungen (Jahr, Titel, Musiklabel, Platzierungen, Wochen, Auszeichnungen, Anmerkungen) | Höchstplatzierung, Gesamtwochen, AuszeichnungChartplatzierungen (Jahr, Titel, Musiklabel, Platzierungen, Wochen, Auszeichnungen, Anmerkungen) | Anmerkungen                                                      |
| Jahr | Titel Musiklabel                                  | DE | AT | CH | UK | US | Anmerkungen                                                      |
| ---- | ------------------------------------------------- | --- | --- | --- | --- | --- | ---------------------------------------------------------------- |
| 2020 | Live at Third Man Records Third Man Records (TMR) | — | — | — | — | US55 (1 Wo.)US | Sonderveröffentlichung: 29. August 2020 (RSD) Verkäufe: + 13.000 |

### Remixalben
| Jahr | Titel Musiklabel                                                           | Höchstplatzierung, Gesamtwochen, AuszeichnungChartplatzierungen (Jahr, Titel, Musiklabel, Platzierungen, Wochen, Auszeichnungen, Anmerkungen) | Höchstplatzierung, Gesamtwochen, AuszeichnungChartplatzierungen (Jahr, Titel, Musiklabel, Platzierungen, Wochen, Auszeichnungen, Anmerkungen) | Höchstplatzierung, Gesamtwochen, AuszeichnungChartplatzierungen (Jahr, Titel, Musiklabel, Platzierungen, Wochen, Auszeichnungen, Anmerkungen) | Höchstplatzierung, Gesamtwochen, AuszeichnungChartplatzierungen (Jahr, Titel, Musiklabel, Platzierungen, Wochen, Auszeichnungen, Anmerkungen) | Höchstplatzierung, Gesamtwochen, AuszeichnungChartplatzierungen (Jahr, Titel, Musiklabel, Platzierungen, Wochen, Auszeichnungen, Anmerkungen) | Anmerkungen                                     |
| Jahr | Titel Musiklabel                                                           | DE | AT | CH | UK | US | Anmerkungen                                     |
| ---- | -------------------------------------------------------------------------- | --- | --- | --- | --- | --- | ----------------------------------------------- |
| 2024 | Hit Me Hard and Soft (Isolated Vocals) Darkroom • Interscope Records (UMG) | — | — | — | — | US162 (1 Wo.)US | Sonderveröffentlichung: 29. November 2024 (RSD) |

### EPs
| Jahr | Titel Musiklabel                                                   | Höchstplatzierung, Gesamtwochen, AuszeichnungChartplatzierungen (Jahr, Titel, Musiklabel, Platzierungen, Wochen, Auszeichnungen, Anmerkungen) | Höchstplatzierung, Gesamtwochen, AuszeichnungChartplatzierungen (Jahr, Titel, Musiklabel, Platzierungen, Wochen, Auszeichnungen, Anmerkungen) | Höchstplatzierung, Gesamtwochen, AuszeichnungChartplatzierungen (Jahr, Titel, Musiklabel, Platzierungen, Wochen, Auszeichnungen, Anmerkungen) | Höchstplatzierung, Gesamtwochen, AuszeichnungChartplatzierungen (Jahr, Titel, Musiklabel, Platzierungen, Wochen, Auszeichnungen, Anmerkungen) | Höchstplatzierung, Gesamtwochen, AuszeichnungChartplatzierungen (Jahr, Titel, Musiklabel, Platzierungen, Wochen, Auszeichnungen, Anmerkungen) | Anmerkungen                                                 |
| Jahr | Titel Musiklabel                                                   | DE | AT | CH | UK | US | Anmerkungen                                                 |
| ---- | ------------------------------------------------------------------ | --- | --- | --- | --- | --- | ----------------------------------------------------------- |
| 2017 | Don’t Smile at Me Darkroom • Interscope Records (UMG)              | DE41 Gold · (43 Wo.)DE | AT23 Platin · (80 Wo.)AT | CH25 Platin · (78 Wo.)CH | UK12 ×2Doppelplatin · (247 Wo.)UK | US14 Platin · (265 Wo.)US | Erstveröffentlichung: 11. August 2017 Verkäufe: + 3.354.000 |
| 2021 | Prime Day Show x Billie Eilish Darkroom • Interscope Records (UMG) | — | — | — | — | US87 (4 Wo.)US | Erstveröffentlichung: 16. Juni 2021                         |
| 2022 | Guitar Songs Darkroom • Interscope Records (UMG)                   | — | — | — | — | — | Erstveröffentlichung: 21. Juli 2022                         |

## Singles

### Als Leadmusikerin
| Jahr | Titel Album                                                                   | Höchstplatzierung, Gesamtwochen, AuszeichnungChartplatzierungen (Jahr, Titel, Album, Platzierungen, Wochen, Auszeichnungen, Anmerkungen) | Höchstplatzierung, Gesamtwochen, AuszeichnungChartplatzierungen (Jahr, Titel, Album, Platzierungen, Wochen, Auszeichnungen, Anmerkungen) | Höchstplatzierung, Gesamtwochen, AuszeichnungChartplatzierungen (Jahr, Titel, Album, Platzierungen, Wochen, Auszeichnungen, Anmerkungen) | Höchstplatzierung, Gesamtwochen, AuszeichnungChartplatzierungen (Jahr, Titel, Album, Platzierungen, Wochen, Auszeichnungen, Anmerkungen) | Höchstplatzierung, Gesamtwochen, AuszeichnungChartplatzierungen (Jahr, Titel, Album, Platzierungen, Wochen, Auszeichnungen, Anmerkungen) | Anmerkungen                                                                            |
| Jahr | Titel Album                                                                   | DE | AT | CH | UK | US | Anmerkungen                                                                            |
| --- | ----------------------------------------------------------------------------- | --- | --- | --- | --- | --- | -------------------------------------------------------------------------------------- |
| 2015 | She’s Broken –                                                                | — | — | — | — | — | Erstveröffentlichung: 1. August 2015                                                   |
| 2015 | Fingers Crossed –                                                             | — | — | — | — | — | Erstveröffentlichung: 14. September 2015                                               |
| 2015 | Ocean Eyes Don’t Smile at Me                                                  | DE— GoldDE | AT— ×2DoppelplatinAT | CH— ×2DoppelplatinCH | UK72 ×3Dreifachplatin · (3 Wo.)UK | US84 ×3Dreifachplatin · (20 Wo.)US | Erstveröffentlichung: 9. Dezember 2015 Verkäufe: + 9.023.333                           |
| 2016 | Six Feet Under –                                                              | — | AT— GoldAT | — | UK— SilberUK | US— GoldUS | Erstveröffentlichung: 17. November 2016 Verkäufe: + 1.295.000                          |
| 2017 | Bellyache Don’t Smile at Me                                                   | DE— GoldDE | AT— PlatinAT | CH— PlatinCH | UK79 Platin · (9 Wo.)UK | US— ×2DoppelplatinUS | Erstveröffentlichung: 24. Februar 2017 Verkäufe: + 4.214.000                           |
| 2017 | Bored 13 Reasons Why: Season 1                                                | DE88 (3 Wo.)DE | AT57 Platin · (3 Wo.)AT | CH59 Gold · (5 Wo.)CH | UK— PlatinUK | US— GoldUS | Erstveröffentlichung: 30. März 2017 Verkäufe: + 2.170.000                              |
| 2017 | Watch Don’t Smile at Me                                                       | — | AT— GoldAT | CH— GoldCH | UK— PlatinUK | US— PlatinUS | Erstveröffentlichung: 30. Juni 2017 Verkäufe: + 2.315.000                              |
| 2017 | Copycat Don’t Smile at Me                                                     | — | AT— GoldAT | CH— PlatinCH | UK— GoldUK | US— PlatinUS | Erstveröffentlichung: 13. Juli 2017 Verkäufe: + 2.245.000                              |
| 2017 | Idontwannabeyouanymore Don’t Smile at Me                                      | — | AT— PlatinAT | CH— PlatinCH | UK78 Platin · (3 Wo.)UK | US96 ×2Doppelplatin · (3 Wo.)US | Erstveröffentlichung: 20. Juli 2017 Verkäufe: + 4.105.000                              |
| 2017 | My Boy Don’t Smile at Me                                                      | — | AT— GoldAT | CH— GoldCH | UK— GoldUK | US— GoldUS | Erstveröffentlichung: 27. Juli 2017 Verkäufe: + 1.595.000                              |
| 2017 | Bitches Broken Hearts Don’t Smile at Me                                       | — | — | CH— GoldCH | UK— SilberUK | US— PlatinUS | Erstveröffentlichung: 10. November 2017 Verkäufe: + 1.600.000                          |
| 2017 | &Burn Don’t Smile at Me                                                       | — | — | — | UK— SilberUK | US— GoldUS | Erstveröffentlichung: 15. Dezember 2017 Verkäufe: + 885.000; mit Vince Staples         |
| 2018 | Lovely Don’t Smile at Me (Expanded Edition)                                   | DE78 ×3Dreifachgold · (2 Wo.)DE | AT60 ×3Dreifachplatin · (6 Wo.)AT | CH46 ×4Vierfachplatin · (80 Wo.)CH | UK47 ×3Dreifachplatin · (9 Wo.)UK | US64 Diamant · (22 Wo.)US | Erstveröffentlichung: 19. April 2018 Verkäufe: + 17.180.000; feat. Khalid              |
| 2018 | You Should See Me in a Crown When We All Fall Asleep, Where Do We Go?         | DE79 Gold · (1 Wo.)DE | AT— PlatinAT | CH— PlatinCH | UK60 Platin · (6 Wo.)UK | US41 ×2Doppelplatin · (8 Wo.)US | Erstveröffentlichung: 18. Juli 2018 Verkäufe: + 4.390.000                              |
| 2018 | When the Party’s Over When We All Fall Asleep, Where Do We Go?                | DE45 Platin · (15 Wo.)DE | AT25 ×2Doppelplatin · (19 Wo.)AT | CH23 ×3Dreifachplatin · (49 Wo.)CH | UK21 ×3Dreifachplatin · (19 Wo.)UK | US29 ×4Vierfachplatin · (32 Wo.)US | Erstveröffentlichung: 17. Oktober 2018 Verkäufe: + 10.173.333                          |
| 2018 | Come Out and Play When We All Fall Asleep, Where Do We Go? (Japanese Edition) | — | AT53 (1 Wo.)AT | CH61 Gold · (2 Wo.)CH | UK47 Silber · (2 Wo.)UK | US69 (1 Wo.)US | Erstveröffentlichung: 20. November 2018 Verkäufe: + 465.000                            |
| 2019 | When I Was Older When We All Fall Asleep, Where Do We Go? (Japanese Edition)  | — | — | — | — | — | Erstveröffentlichung: 9. Januar 2019 Verkäufe: + 95.000                                |
| 2019 | Bury a Friend When We All Fall Asleep, Where Do We Go?                        | DE14 Gold · (16 Wo.)DE | AT6 Platin · (19 Wo.)AT | CH10 ×2Doppelplatin · (19 Wo.)CH | UK6 ×2Doppelplatin · (21 Wo.)UK | US14 ×3Dreifachplatin · (20 Wo.)US | Erstveröffentlichung: 30. Januar 2019 Verkäufe: + 6.920.000                            |
| 2019 | Wish You Were Gay When We All Fall Asleep, Where Do We Go?                    | DE52 (3 Wo.)DE | AT16 Platin · (7 Wo.)AT | CH46 Platin · (2 Wo.)CH | UK13 Platin · (9 Wo.)UK | US31 Platin · (11 Wo.)US | Erstveröffentlichung: 1. März 2019 Verkäufe: + 2.925.000                               |
| 2019 | Bad Guy When We All Fall Asleep, Where Do We Go?                              | DE4 Diamant · (66 Wo.)DE | AT2 ×5Fünffachplatin · (66 Wo.)AT | CH2 ×5Fünffachplatin · (86 Wo.)CH | UK2 ×5Fünffachplatin · (68 Wo.)UK | US1 Diamant · (49 Wo.)US | Erstveröffentlichung: 29. März 2019 Verkäufe: + 23.118.333                             |
| 2019 | All the Good Girls Go to Hell When We All Fall Asleep, Where Do We Go?        | DE63 (2 Wo.)DE | AT— PlatinAT | — | UK77 Platin · (5 Wo.)UK | US46 Platin · (7 Wo.)US | Erstveröffentlichung: 6. September 2019 Verkäufe: + 2.470.000                          |
| 2019 | Everything I Wanted When We All Fall Asleep, Where Do We Go? (Re-issue)       | DE9 Platin · (24 Wo.)DE | AT3 ×2Doppelplatin · (21 Wo.)AT | CH2 (31 Wo.)CH | UK3 ×2Doppelplatin · (26 Wo.)UK | US8 ×3Dreifachplatin · (33 Wo.)US | Erstveröffentlichung: 13. November 2019 Verkäufe: + 7.800.000                          |
| 2020 | No Time to Die No Time to Die Original Motion Picture Soundtrack              | DE5 Gold · (7 Wo.)DE | AT2 Platin · (6 Wo.)AT | CH2 (14 Wo.)CH | UK1 Platin · (17 Wo.)UK | US16 Platin · (3 Wo.)US | Erstveröffentlichung: 13. Februar 2020 Verkäufe: + 3.154.000                           |
| 2020 | My Future Happier Than Ever                                                   | DE47 (1 Wo.)DE | AT28 Gold · (2 Wo.)AT | CH16 (3 Wo.)CH | UK7 Gold · (9 Wo.)UK | US6 (7 Wo.)US | Erstveröffentlichung: 30. Juli 2020 Verkäufe: + 1.180.000                              |
| 2020 | Therefore I Am Happier Than Ever                                              | DE5 Gold · (12 Wo.)DE | AT2 Platin · (14 Wo.)AT | CH2 (16 Wo.)CH | UK2 Platin · (15 Wo.)UK | US2 Platin · (27 Wo.)US | Erstveröffentlichung: 12. November 2020 Verkäufe: + 3.680.000                          |
| 2021 | Lo vas a olvidar Euphoria (Original Score from the HBO Series)                | DE63 (1 Wo.)DE | AT37 (1 Wo.)AT | CH10 (3 Wo.)CH | UK35 (2 Wo.)UK | US62 (1 Wo.)US | Erstveröffentlichung: 21. Januar 2021 Verkäufe: + 30.000; mit Rosalía                  |
| 2021 | Ilomilo When We All Fall Asleep, Where Do We Go?                              | DE98 (1 Wo.)DE | AT— GoldAT | — | UK— GoldUK | US62 Gold · (1 Wo.)US | Erstveröffentlichung: 22. Februar 2021 (Live) Verkäufe: + 1.590.000                    |
| 2021 | Your Power Happier Than Ever                                                  | DE17 (3 Wo.)DE | AT8 Gold · (3 Wo.)AT | CH4 (6 Wo.)CH | UK5 Gold · (12 Wo.)UK | US10 (6 Wo.)US | Erstveröffentlichung: 29. April 2021 Verkäufe: + 1.160.000                             |
| 2021 | Lost Cause Happier Than Ever                                                  | DE45 (1 Wo.)DE | AT24 (2 Wo.)AT | CH17 (2 Wo.)CH | UK14 Silber · (6 Wo.)UK | US27 (4 Wo.)US | Erstveröffentlichung: 2. Juni 2021 Verkäufe: + 460.000                                 |
| 2021 | NDA Happier Than Ever                                                         | DE35 (3 Wo.)DE | AT31 Gold · (2 Wo.)AT | CH27 (3 Wo.)CH | UK23 Silber · (5 Wo.)UK | US39 (5 Wo.)US | Erstveröffentlichung: 9. Juli 2021 Verkäufe: + 665.000                                 |
| 2021 | Happier Than Ever                                                             | DE23 Gold · (18 Wo.)DE | AT12 ×2Doppelplatin · (22 Wo.)AT | CH13 (29 Wo.)CH | UK4 ×2Doppelplatin · (27 Wo.)UK | US11 (26 Wo.)US | Erstveröffentlichung: 4. September 2021 Verkäufe: + 4.333.333                          |
| 2023 | Hotline (Edit) –                                                              | — | — | CH68 (1 Wo.)CH | UK69 Silber · (1 Wo.)UK | — | Erstveröffentlichung: 9. Mai 2023 Verkäufe: + 460.000; Original: Drake – Hotline Bling |
| 2023 | What Was I Made For? Barbie: The Album                                        | DE9 Gold · (20 Wo.)DE | AT3 Gold · (24 Wo.)AT | CH1 Gold · (42 Wo.)CH | UK1 ×2Doppelplatin · (38 Wo.)UK | US14 Platin · (35 Wo.)US | Erstveröffentlichung: 13. Juli 2023 Verkäufe: + 4.398.333                              |
| 2024 | Lunch Hit Me Hard and Soft                                                    | DE5 (13 Wo.)DE | AT2 Gold · (12 Wo.)AT | CH3 (12 Wo.)CH | UK2 Platin · (16 Wo.)UK | US5 Platin · (20 Wo.)US | Erstveröffentlichung: 17. Mai 2024 Verkäufe: + 2.550.000                               |
| 2024 | L’Amour De Ma Vie Hit Me Hard and Soft                                        | DE— aDE | — | — | UK96 Silber · (1 Wo.)UK | US22 Platin · (7 Wo.)US | Erstveröffentlichung: 21. Mai 2024 Verkäufe: + 1.625.000                               |
| 2024 | Birds of a Feather Hit Me Hard and Soft                                       | DE4 Platin · (… Wo.)DE | AT3 Platin · (… Wo.)AT | CH2 ×2Doppelplatin · (… Wo.)CH | UK2 ×3Dreifachplatin · (… Wo.)UK | US2 ×5Fünffachplatin · (… Wo.)US | Erstveröffentlichung: 11. November 2024 Verkäufe: + 10.673.333                         |
| Folgende Lieder erschienen nicht als Single, wurden aber durch das Album zum Download und Streaming bereitgestellt und konnten somit eine Platzierung erlangen: |                                                                               | | | | | |                                                                                        |
| |                                                                               | | | | | |                                                                                        |
| 2019 | Xanny When We All Fall Asleep, Where Do We Go?                                | DE78 (1 Wo.)DE | AT— GoldAT | — | UK— GoldUK | US35 Platin · (4 Wo.)US | Charteinstieg: 5. April 2019 Verkäufe: + 1.925.000                                     |
| 2019 | My Strange Addiction When We All Fall Asleep, Where Do We Go?                 | DE86 (1 Wo.)DE | AT— GoldAT | — | UK— GoldUK | US43 Platin · (4 Wo.)US | Charteinstieg: 5. April 2019 Verkäufe: + 2.045.000                                     |
| 2019 | I Love You When We All Fall Asleep, Where Do We Go?                           | — | AT— PlatinAT | CH— GoldCH | UK— PlatinUK | US53 Platin · (1 Wo.)US | Charteinstieg: 13. April 2019 Verkäufe: + 2.935.000                                    |
| 2019 | 8 When We All Fall Asleep, Where Do We Go?                                    | — | — | — | UK— SilberUK | US79 Gold · (1 Wo.)US | Charteinstieg: 13. April 2019 Verkäufe: + 895.000                                      |
| 2019 | Listen Before I Go When We All Fall Asleep, Where Do We Go?                   | — | AT— GoldAT | — | UK— GoldUK | US63 Gold · (1 Wo.)US | Charteinstieg: 13. April 2019 Verkäufe: + 1.515.000                                    |
| 2021 | Getting Older Happier Than Ever                                               | — | AT43 (1 Wo.)AT | CH39 (1 Wo.)CH | UK28 Silber · (1 Wo.)UK | US69 (1 Wo.)US | Charteinstieg: 8. August 2021 Verkäufe: + 350.000                                      |
| 2021 | Billie Bossa Nova Happier Than Ever                                           | — | — | CH48 (1 Wo.)CH | UK— SilberUK | US70 (1 Wo.)US | Charteinstieg: 8. August 2021 Verkäufe: + 620.000                                      |
| 2021 | Oxytocin Happier Than Ever                                                    | — | — | — | UK32 (1 Wo.)UK | US72 (1 Wo.)US | Charteinstieg: 12. August 2021 Verkäufe: + 295.000                                     |
| 2021 | I Didn’t Change My Number Happier Than Ever                                   | — | — | — | UK— SilberUK | US80 (1 Wo.)US | Charteinstieg: 14. August 2021 Verkäufe: + 350.000                                     |
| 2021 | Halley’s Comet Happier Than Ever                                              | — | — | — | UK— SilberUK | US90 (1 Wo.)US | Charteinstieg: 14. August 2021 Verkäufe: + 315.000                                     |
| 2022 | TV Guitar Songs                                                               | DE81 (1 Wo.)DE | AT— GoldAT | CH33 (1 Wo.)CH | UK23 Platin · (15 Wo.)UK | US52 (1 Wo.)US | Charteinstieg: 29. Juli 2022 Verkäufe: + 1.125.000                                     |
| 2022 | The 30th Guitar Songs                                                         | — | — | CH88 (1 Wo.)CH | UK33 Silber · (3 Wo.)UK | US79 (1 Wo.)US | Charteinstieg: 31. Juli 2022 Verkäufe: + 330.000                                       |
| 2024 | Chihiro Hit Me Hard and Soft                                                  | DE35 (7 Wo.)DE | AT3 (7 Wo.)AT | CH4 (35 Wo.)CH | UK7 Platin · (9 Wo.)UK | US12 Platin · (20 Wo.)US | Charteinstieg: 26. Mai 2024 Verkäufe: + 2.665.000                                      |
| 2024 | Wildflower Hit Me Hard and Soft                                               | DE38 (19 Wo.)DE | AT24 (19 Wo.)AT | CH14 Platin · (… Wo.)CH | UK7 Platin · (43 Wo.)UK | US17 ×2Doppelplatin · (28 Wo.)US | Charteinstieg: 1. Juni 2024 Verkäufe: + 4.125.000                                      |
| 2024 | Skinny Hit Me Hard and Soft                                                   | DE— bDE | — | — | UK— SilberUK | US18 Gold · (4 Wo.)US | Charteinstieg: 1. Juni 2024 Verkäufe: + 910.000                                        |
| 2024 | The Greatest Hit Me Hard and Soft                                             | — | — | — | UK69 Silber · (4 Wo.)UK | US24 Platin · (5 Wo.)US | Charteinstieg: 1. Juni 2024 Verkäufe: + 1.470.000                                      |
| 2024 | Blue Hit Me Hard and Soft                                                     | DE57 (2 Wo.)DE | — | — | UK— SilberUK | US25 Gold · (5 Wo.)US | Charteinstieg: 1. Juni 2024 Verkäufe: + 1.155.000                                      |
| 2024 | The Diner Hit Me Hard and Soft                                                | DE— cDE | — | — | UK— SilberUK | US31 Gold · (4 Wo.)US | Charteinstieg: 1. Juni 2024 Verkäufe: + 855.000                                        |
| 2024 | Bittersuite Hit Me Hard and Soft                                              | — | — | — | — | US36 Gold · (3 Wo.)US | Charteinstieg: 1. Juni 2024 Verkäufe: + 655.000                                        |

### Als Gastmusikerin
| Jahr | Titel Album                                                  | Höchstplatzierung, Gesamtwochen, AuszeichnungChartplatzierungen (Jahr, Titel, Album, Platzierungen, Wochen, Auszeichnungen, Anmerkungen) | Höchstplatzierung, Gesamtwochen, AuszeichnungChartplatzierungen (Jahr, Titel, Album, Platzierungen, Wochen, Auszeichnungen, Anmerkungen) | Höchstplatzierung, Gesamtwochen, AuszeichnungChartplatzierungen (Jahr, Titel, Album, Platzierungen, Wochen, Auszeichnungen, Anmerkungen) | Höchstplatzierung, Gesamtwochen, AuszeichnungChartplatzierungen (Jahr, Titel, Album, Platzierungen, Wochen, Auszeichnungen, Anmerkungen) | Höchstplatzierung, Gesamtwochen, AuszeichnungChartplatzierungen (Jahr, Titel, Album, Platzierungen, Wochen, Auszeichnungen, Anmerkungen) | Anmerkungen                                                                                |
| Jahr | Titel Album                                                  | DE | AT | CH | UK | US | Anmerkungen                                                                                |
| ---- | ------------------------------------------------------------ | --- | --- | --- | --- | --- | ------------------------------------------------------------------------------------------ |
| 2023 | Never Felt So Alone Ends & Begins                            | DE— dDE | AT45 (1 Wo.)AT | CH65 (1 Wo.)CH | UK33 Silber · (7 Wo.)UK | US62 Platin · (5 Wo.)US | Erstveröffentlichung: 7. April 2023 Verkäufe: + 1.260.000; Begleitgesang bei Labrinth      |
| 2024 | Guess Brat and it’s completely different but also still brat | DE14 (8 Wo.)DE | AT3 Gold · (9 Wo.)AT | CH5 (10 Wo.)CH | UK1 Platin · (25 Wo.)UK | US12 (13 Wo.)US | Erstveröffentlichung: 1. August 2024 Verkäufe: + 1.125.000; Charli xcx feat. Billie Eilish |

## Videoalben und Musikvideos

### Videoalben
| Jahr | Titel Musiklabel                                                     | Anmerkungen                            |
| ---- | -------------------------------------------------------------------- | -------------------------------------- |
| 2019 | Live at the Steve Jobs Theater Darkroom • Interscope Records (Apple) | Erstveröffentlichung: 4. Dezember 2019 |

### Musikvideos
| Jahr | Titel                         | Regie                                                                   |
| ---- | ----------------------------- | ----------------------------------------------------------------------- |
| 2016 | Ocean Eyes                    | Megan Thompson (Originalversion) / WeWrkWknds (Dance Performance Video) |
| 2016 | Six Feet Under                | Billie Eilish                                                           |
| 2017 | Bellyache                     | Miles Cable, AJ Favicchio                                               |
| 2017 | Bored                         | Billie Eilish                                                           |
| 2017 | Watch                         | Megan Park                                                              |
| 2018 | I Don’t Wanna Be You Anymore  | Eli Born                                                                |
| 2018 | Lovely                        | Taylor Cohen, Matty Peacock                                             |
| 2018 | You Should See Me in a Crown  | Takashi Murakami                                                        |
| 2018 | Hostage                       | Henry Scholfield                                                        |
| 2018 | When the Party’s Over         | Carlos López Estrada                                                    |
| 2019 | Bury a Friend                 | Michael Chaves                                                          |
| 2019 | Bad Guy                       | Dave Meyers                                                             |
| 2019 | All the Good Girls Go to Hell | Rich Lee                                                                |
| 2019 | Xanny                         | Billie Eilish                                                           |
| 2020 | Everything I Wanted           | Billie Eilish                                                           |
| 2020 | My Future                     | Andrew Onorato                                                          |
| 2020 | Therefore I Am                | Billie Eilish                                                           |
| 2021 | Lo vas a olvidar              | Nabil Elderkin                                                          |
| 2021 | Your Power                    | Billie Eilish                                                           |
| 2021 | Lost Cause                    | Nabil Elderkin                                                          |
| 2021 | NDA                           | Billie Eilish                                                           |
| 2021 | Happier Than Ever             | Billie Eilish                                                           |
| 2021 | Male Fantasy                  | Billie Eilish                                                           |
| 2023 | Never Felt So Alone           | Daniel Sannwald                                                         |
| 2023 | What Was I Made For?          | Billie Eilish                                                           |
| 2024 | Lunch                         | Billie Eilish                                                           |

## Promoveröffentlichungen
| Jahr | Titel Album                                       | Anmerkungen |
| ---- | ------------------------------------------------- | --- |
| 2018 | Party Favor / Hotline Bling Don’t Smile at Me / – | Erstveröffentlichung: 21. April 2018 (RSD 2018) · Verkäufe: + 870.000; Original (Hotline Bling): Drake; US: Gold |

## Sonderveröffentlichungen

### Alben
| Jahr | Titel Musiklabel                                                   | Anmerkungen                                                              |
| ---- | ------------------------------------------------------------------ | ------------------------------------------------------------------------ |
| 2017 | Up Next Session: Billie Eilish Darkroom • Interscope Records (UMG) | Erstveröffentlichung: 20. September 2017 Teil der Up-Next-Session-Reihe  |
| 2019 | Live at the Steve Jobs Theater Darkroom • Interscope Records (UMG) | Erstveröffentlichung: 19. Dezember 2019 Veröffentlichung nur über iTunes |

### Lieder
| Jahr | Titel Album                                                  | Anmerkungen                                                           |
| ---- | ------------------------------------------------------------ | --------------------------------------------------------------------- |
| 2018 | Sirens Ta13oo                                                | Erstveröffentlichung: 27. Juli 2018 Begleitgesang bei Denzel Curry    |
| 2023 | Are You Gone Already Pink Friday 2                           | Erstveröffentlichung: 8. Dezember 2023 Begleitgesang bei Nicki Minaj  |
| 2024 | Guess Brat and it’s completely different but also still brat | Erstveröffentlichung: 11. Oktober 2024 Charli xcx feat. Billie Eilish |

| Jahr | Titel Soundtrack                                     | Anmerkungen                                    |
| ---- | ---------------------------------------------------- | ---------------------------------------------- |
| 2017 | Bored 13 Reasons Why: Season 1                       | Erstveröffentlichung: 29. März 2017            |
| 2017 | Ocean Eyes Everything, Everything                    | Erstveröffentlichung: 17. Mai 2017             |
| 2018 | Lovely 13 Reasons Why: Season 2                      | Erstveröffentlichung: 10. Mai 2018             |
| 2019 | When I Was Older Roma                                | Erstveröffentlichung: 8. Februar 2019          |
| 2021 | Lo vas a olvidar Euphoria                            | Erstveröffentlichung: 14. Mai 2021 mit Rosalía |
| 2021 | No Time to Die James Bond 007: Keine Zeit zu sterben | Erstveröffentlichung: 1. Oktober 2021          |
| 2023 | What Was I Made For? Barbie                          | Erstveröffentlichung: 21. Juli 2023            |

### Videoalben
| Jahr | Titel Musiklabel                                                   | Anmerkungen                                                                            |
| ---- | ------------------------------------------------------------------ | -------------------------------------------------------------------------------------- |
| 2019 | Live at the Steve Jobs Theater Darkroom • Interscope Records (UMG) | Erstveröffentlichung: 19. Dezember 2019 Veröffentlichung nur über iTunes als Streaming |

## Statistik

### Chartauswertung
|                     | DE    | AT    | CH    | UK    | US    |
| ------------------- | ----- | ----- | ----- | ----- | ----- |
| Nummer-eins-Alben   | DE2DE | AT3AT | CH3CH | UK3UK | US2US |
| Top-10-Alben        | DE3DE | AT3AT | CH3CH | UK3UK | US3US |
| Alben in den Charts | DE4DE | AT4AT | CH4CH | UK4UK | US7US |

|                       | DE     | AT     | CH     | UK     | US     |
| --------------------- | ------ | ------ | ------ | ------ | ------ |
| Nummer-eins-Singles   | DE—DE  | AT—AT  | CH1CH  | UK3UK  | US1US  |
| Top-10-Singles        | DE7DE  | AT11AT | CH12CH | UK14UK | US7US  |
| Singles in den Charts | DE28DE | AT24AT | CH28CH | UK34UK | US45US |

### Auszeichnungen für Musikverkäufe
Die Lieder Goodbye (+ 355.000), Hostage (+ 1.985.000) und Male Fantasy (+ 350.000) wurden weder als Singles veröffentlicht, noch konnten sie aufgrund von Downloads oder Streaming die Charts erreichen. Dennoch erhielten diese Schallplattenauszeichnungen.
| Land/RegionAuszeichnungen für Musikverkäufe (Land/Region, Auszeichnungen, Verkäufe, Quellen) | Silber       | Gold         | Platin         | Diamant       | Verkäufe   | Quellen                           |
| -------------------------------------------------------------------------------------------- | ------------ | ------------ | -------------- | ------------- | ---------- | --------------------------------- |
| Australien (ARIA)                                                                            | —            | 10× Gold10   | 176× Platin176 | —             | 12.670.000 | aria.com.au                       |
| Belgien (BRMA)                                                                               | —            | 6× Gold6     | 20× Platin20   | —             | 820.000    | ultratop.be                       |
| Brasilien (PMB)                                                                              | —            | 6× Gold6     | 63× Platin63   | 40× Diamant40 | 9.100.000  | pro-musicabr.org.br               |
| Dänemark (IFPI)                                                                              | —            | 21× Gold21   | 41× Platin41   | —             | 3.725.000  | ifpi.dk                           |
| Deutschland (BVMI)                                                                           | —            | 12× Gold12   | 5× Platin5     | Diamant1      | 5.350.000  | musikindustrie.de                 |
| Finnland (IFPI)                                                                              | —            | 3× Gold3     | 16× Platin16   | —             | 590.000    | Einzelnachweise                   |
| Frankreich (SNEP)                                                                            | —            | 19× Gold19   | 20× Platin20   | 6× Diamant6   | 6.999.998  | snepmusique.com                   |
| Griechenland (IFPI)                                                                          | —            | 6× Gold6     | 16× Platin16   | —             | 380.000    | Einzelnachweise                   |
| Island (IFPI)                                                                                | —            | Gold1        | —              | —             | 2.500      | Einzelnachweise                   |
| Italien (FIMI)                                                                               | —            | 11× Gold11   | 20× Platin20   | —             | 1.810.000  | fimi.it                           |
| Japan (RIAJ)                                                                                 | —            | Gold1        | Platin1        | —             | 100.000    | riaj.or.jp JP2                    |
| Kanada (MC)                                                                                  | —            | 10× Gold10   | 139× Platin139 | 2× Diamant2   | 13.140.000 | musiccanada.com                   |
| Malaysia (RIM)                                                                               | —            | Gold1        | Platin1        | —             | 300.000    | Einzelnachweise                   |
| Mexiko (AMPROFON)                                                                            | —            | 17× Gold17   | 40× Platin40   | 9× Diamant9   | 6.620.000  | amprofon.com.mx                   |
| Neuseeland (RMNZ)                                                                            | —            | 5× Gold5     | 92× Platin92   | —             | 2.580.000  | radioscope.co.nz NZ2              |
| Niederlande (NVPI)                                                                           | —            | —            | Platin1        | —             | 30.000     | nvpi.nl                           |
| Norwegen (IFPI)                                                                              | —            | 4× Gold4     | 20× Platin20   | —             | 1.040.000  | ifpi.no                           |
| Österreich (IFPI)                                                                            | —            | 16× Gold16   | 34× Platin34   | —             | 1.155.000  | ifpi.at                           |
| Polen (ZPAV)                                                                                 | —            | 15× Gold15   | 47× Platin47   | 4× Diamant4   | 2.705.000  | olis.pl                           |
| Portugal (AFP)                                                                               | —            | 19× Gold19   | 57× Platin57   | —             | 654.000    | Einzelnachweise                   |
| Schweden (IFPI)                                                                              | —            | 3× Gold3     | 15× Platin15   | —             | 1.520.000  | sverigetopplistan.se              |
| Schweiz (IFPI)                                                                               | —            | 9× Gold9     | 27× Platin27   | —             | 660.000    | hitparade.ch musikwoche.de        |
| Singapur (RIAS)                                                                              | —            | —            | 3× Platin3     | —             | 30.000     | rias.org.sg                       |
| Spanien (Promusicae)                                                                         | —            | 25× Gold25   | 22× Platin22   | —             | 1.940.000  | elportaldemusica.es promusicae.es |
| Südkorea (KMCA)                                                                              | —            | —            | 3× Platin3     | —             | 2.500.000  | circlechart.kr                    |
| Ungarn (MAHASZ)                                                                              | —            | —            | 5× Platin5     | —             | 20.000     | slagerlistak.hu                   |
| Vereinigte Staaten (RIAA)                                                                    | —            | 12× Gold12   | 50× Platin50   | 2× Diamant2   | 76.443.000 | riaa.com                          |
| Vereinigtes Königreich (BPI)                                                                 | 22× Silber22 | 9× Gold9     | 47× Platin47   | —             | 35.273.000 | bpi.co.uk                         |
| Zentralamerika (CFC)                                                                         | —            | Gold1        | 4× Platin4     | —             | 315.000    | cfc-musica.com                    |
| Insgesamt                                                                                    | 22× Silber22 | 242× Gold242 | 985× Platin985 | 64× Diamant64 |            |                                   |